# Gengenbachtal und Dolinenlandschaft südlich Göbrichen
Gengenbachtal und Dolinenlandschaft südlich Göbrichen ist ein Landschaftsschutzgebiet im Enzkreis (Schutzgebietsnummer 2.36.009).

## Lage und Beschreibung
Das 339,8 Hektar große Landschaftsschutzgebiet entstand durch Verordnung des damaligen Landratsamts Pforzheim vom 31. Juli 1952. Es besteht aus zwei Teilgebieten und liegt auf der Markung von sechs Gemeinden:
- Eisingen = 1,6742 ha, 0,49 %
- Ispringen = 27,5642 ha, 8,11 %
- Kieselbronn = 0,0507 ha, 0,01 %
- Neulingen = 131,5512 ha, 38,71 %
- Kämpfelbach = 73,5605 ha, 21,64 %
- Königsbach-Stein = 105,4351 ha, 31,02 %

Es umfasst das Tal des Gengenbachs südöstlich von Königsbach-Stein. Das zweite Teilgebiet ist rund vier Kilometer entfernt, liegt südlich von Göbrichen und gehört zum Naturraum 125-Kraichgau innerhalb der naturräumlichen Haupteinheit 12-Neckar- und Tauber-Gäuplatten. Das ebenfalls aus zwei Teilen bestehende Landschaftsschutzgebiet Eisinger Gäulandschaft grenzt an beide Gebietsteile an. Teile des Schutzgebiets liegen im FFH-Gebiet Nr. 7017-341 Pfinzgau Ost.

## Schutzzweck
Wesentlicher Schutzzweck ist der Schutz des  Gengenbachtals als unberührtes, auf beiden Seiten von waldbedeckten Hängen begleitetes Wiesental. Das Teilgebiet bei Göbrichen dient außerdem als Pufferzone und Ergänzungbereich für das vom LSG umschlossene Naturschutzgebiet Nr. 2055-Neulinger Dolinen. Schutzzweck ist hier aus ökologischen, geologischen sowie wissenschaftlichen Gründen die Erhaltung der malerischen Wiesenlandschaft mit zahlreichen Dolinen in einer abflusslosen Senke. Die Schutzwürdigkeit ist insbesondere gegeben aufgrund der geologischen Bedeutung der Dolinen und dem ökologischen Wert der unterschiedlich feuchten Wiesen, Röhrichte, Gebüsch- und Baumbestände.